# Клан Маківен

Нашоломник клану МакІвен Оттер.

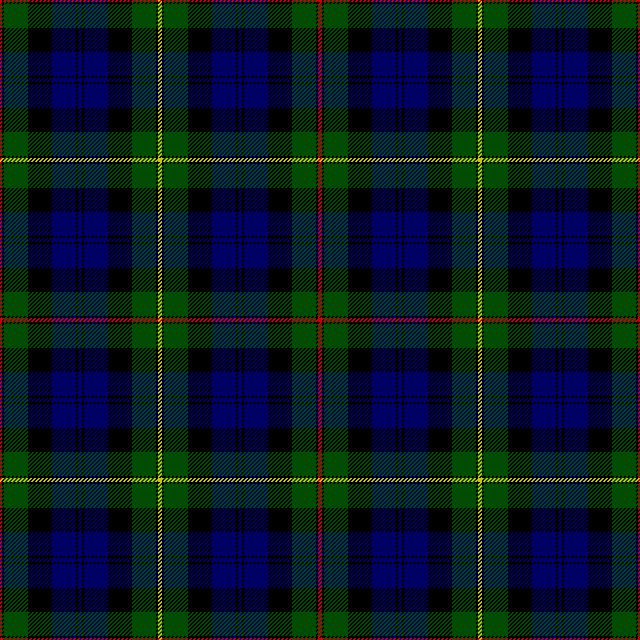
Тартан клану МакІвен.

Клан МакІвен (шотл. — Clan MacEwen, Clan Ewen, гел. — Clan MacEoghainn) — клан Івен, клан МакЕогайн — група кланів гірської частини Шотландії — Гайленду. До цієї групи кланів, яку інколи вважають одним кланом належить історично давній шотландський клан МакІвен Оттер. Питання наскільки ці клани є спорідненими і чи можна вважати їх єдиним кланом лишається відкритим. На сьогодні клан (чи група кланів) МакІвен не має визнаного герольдами Шотландії та лордом Лева вождя, тому називається в Шотландії «кланом зброєносців». Назва МакІвен означає «син Івена», гельською мовою — клан МакЕогайн — «син Еогайна». Такі назви могли виникнути в давні часи незалежно одна від одної стосовно різних кланів. Історично склалося так, що різні септи, які мають абсолютно різне походження називаються однаково — МакІвен і об'єднуються в один клан. Більшість людей клану МакІвен вважають себе одним кланом і домагаються визнання вождя клану. Інші плекають надію, що будуть знайдені і визнані корені їх походження як окремих кланів.
Гасло клану: Reviresco — Я міцнію знову (лат.)
Землі клану: Ковал, Галловей, Леннокс, Пертшир

## Історичні клани і септи з назвою МакІвен

### МакІвен Оттер
Цей клан часто згадується в історичних документах XIV—XV століть. У 1467 році була складена генеалогія вождів клану, що нині зберігається в національній бібліотеці Шотландії. Вважається, що клан МакІвен Оттер споріднений з кланом Свін. Після вимирання лінії вождів цього клану володіння клану та баронство перейшли у власність лорда Кембелл.

### МакІвен Галловей
На землях Галловей клан МакІвен жив як мінімум з 1331 року. Відомо про Патріка МакІвена, що був ректором Вігтауна. Цей клан МакІвен воював на боці клану Агнью Лохнау проти Арчібальда Дугласа Чорного.

### МакІвен з клану МакДугалл
Клан МакДугалл має септу, яка називається МакІвен. Відомо, що ці МакІвен Маклей походять від Івена Мора МакДугалла — брата МакДугалла Лорна. Ці МакІвени жили в Пертиширі та біля Лох-Тей, тому вважалися частиною клану МакДугалл.

### МакІвен з клану Камерон
У XVI столітті була відома септа клану Камерон, що називалась МакІвен. Вождем цієї септи чи окремого клану був Дональд Як Вік Івен Камерон Еррахт, що був вбитий у 1570 році. Його послідовники прийняли назву МакІвен. Гельська назва цієї септи чи клану Слохт Еоган ік Еогайн (гел. — Sliochd Eoghain 'ic Eoghain). МакІвени, що брали участь у військовій сутичці, яка ввійшла в історію як Мойнесс Рейд у 1598 році була саме з цього клану.

### Барди МакІвен
Був ще клан бардів з назвою МакІвен. Цей клан прославився своєю поезією та піснями, що були написані гельською мовою. Клан служив як музики та прридвоні поети клану МакДугалл, а пізніше клану Кемпбелл в Аргайлі. Ці барди були, імовірно, ірландського походження. Крім назви МакІвен та МакЕогайн збереглась ще одна назва цього клану Ахайрне (ірл. — Athairne), що походить від назви ірландського клану О'Хосей — О хЕогуса (ірл. — O'Hosey, Ó hEoghusa). Про цей клан є повідомлення з середини XVI століття.

## Сумнівні історичні документи
Є повідомлення про акт парламенту 1602 року, де згадується клан МакІвен разом з кланом МакЛахлан та МакНейл як васали графа Аргайлу і щодо відповідальності перед графом за свої вчинки.
Також є сумнівні повідомлення, начебто після смерті вождя клану Свін клан МакЛахлан запропонував клану МакІвен приєднатися до нього в ролі васала. Проте ніяких доказів правдивості цієї події немає.
За словами історика XIX століття Джеймса Логана, в заяві генерала Вейда збройних сил Гайленду в часи повстання якобітів у 1715 році до цих збройних сил записалися 150 чоловік з клана МакІвен. Але судячи по всьому цей запис помилковий. Насправді йдеться про 150 чоловік з клану МакЛін.